# Депутаты сената парламента Казахстана
Список депутатов Сената парламента Казахстана
1. Депутаты сената парламента Казахстана I созыва
2. Депутаты сената парламента Казахстана II созыва
3. Депутаты сената парламента Казахстана III созыва
4. Депутаты сената парламента Казахстана IV созыва
5. Депутаты сената парламента Казахстана V созыва
6. Депутаты сената парламента Казахстана VI созыва
7. Депутаты сената парламента Казахстана VII созыва
8. Депутаты сената парламента Казахстана VIII созыва